# Théodore de Quatrebarbes
Pour les autres membres de la famille, voir Famille de Quatrebarbes.
Théodore de Quatrebarbes (8 juillet 1803, Angers - 6 avril 1871, Angers), est un militaire, homme politique et historien français.

## Biographie

### Origine
Issu d'une famille légitimiste, la famille de Quatrebarbes, il est le fils de Hyacinthe-Charles-René de Quatrebarbes, marquis de Quatrebarbes, capitaine de cavalerie, maire d'Argenton, et de Marie Le Roy de La Potherie.
Il est le frère de Hyacinthe de Quatrebarbes et le neveu de Louis Le Roy de La Potherie.
Il épouse en 1832 Marie-Rosalie Gourreau de Chanzeaux (1807-1884), dont il n'aura pas de descendance.
- En gras, les marquis de Quatrebarbes ;

- Hyacinthe--Charles-René, marquis de Quatrebarbes (1759-1835) ∞ Marie Leroy de La Potherie
  - Hyacinthe-René, marquis de Quatrebarbes (1785-1857) ∞ Catherine Gauché de Princé (1791-1847), dont :
    - Louis Hyacinthe, marquis de Quatrebarbes (1811-1879) ∞ Hermine Marie Joséphine Jousseaume de la Bretesche
      - Bernard, comte de Quatrebarbes (1840-1867), zouave pontifical
      - Louis-Marie, marquis de Quatrebarbes (1854-1930)

    - Marie Pauline (1812-1882) ∞ Pierre Georges, comte d'Héliand
      - Georges d'Héliand, zouave pontifical, décédé en 1860

    - Marie Clotidle (1814-1831)
    - Xavier François Charles (1815-?)
    - Marie (1817-?)
    - Marie Thérèse (1819-?) ∞ Zacharie-Raoul du Réau de la Gaigonnière
    - Charles Philippe Jean Urbain (1824-1893) ∞ Elisabeth Agathe Charlotte de Bailly

  - Claire (1794-1869)
  - Théodore, comte de Quatrebarbes, (1803-1871)

### Carrière
Sous la Restauration, il sert comme officier dans la garde royale, puis participe, en juin et juillet 1830, à l'Expédition d'Alger. À la suite de la révolution de Juillet 1830, il se retire sur ses terres, à Angers. Par la parole et par la plume, il fait alors une active propagande en faveur de la branche aînée, contre le gouvernement de Louis-Philippe, et se fait élire conseiller général de Maine-et-Loire. Candidat légitimiste, le 9 juillet 1842, à la Chambre des députés, dans le 4e collège du Maine-et-Loire (Cholet), il échoue avec 104 voix contre 180 à M. Poudret de Sévret, élu. Mais il prend sa revanche aux élections générales suivantes, et devient député de Cholet, le 1er août 1846, par 202 voix (402 votants, 473 inscrits), contre 189 au député sortant. Le général Lamoricière s'était mis également sur les rangs. 
Il prend place à la droite de la Chambre, et vote jusqu'à la Révolution française de 1848 avec le petit groupe d'opposition royaliste. Non élu représentant à l'Assemblée constituante, il continue de faire partie du conseil général de Maine-et-Loire, et échoue, le 29 février 1852, comme candidat conservateur légitimiste au Corps législatif dans la 4e circonscription de Maine-et-Loire, avec 4 410 voix contre 9 772 à l'élu, Durfort de Civrac, et 4 321 à Cesbron-Lavau. 
En 1860, il se rend à Rome et reçoit un grade du général Lamoricière. Nommé gouverneur d'Ancône, il reste dans cette place jusqu'au moment de la capitulation.
Il passe ensuite dans la retraite les dernières années de sa vie, sans cesser de prendre un vif intérêt aux affaires de son parti.

## Publications
Il a publié les œuvres complètes du roi René d'Anjou en 1844-1846 tome 1, tome 2, tome 3, tome 4
- Une paroisse vendéenne sous la terreur... (1877)
- Notice nécrologique sur M. Auguste Myionnet (1870)
- Souvenirs d'Ancône, siège de 1860 (1866), Paris, Douniol, 298 pages, lire en ligne ;
- Nouvelle notice sur le général de La Moricière (1865)
- Notice sur M. le comte de Romain (1858)
- Une Paroisse vendéenne sous la terreur... (1857)
- Histoire de René d'Anjou (1853)
- Discours et opinions de M. le Cte de Quatrebarbes, député de l'arrondissement de Beaupréau. Session de 1847 (1847)
- Discours de M. le comte de Quatrebarbes, député de Maine-et-Loire, sur le catholicisme en Algérie, prononcé dans la séance du 11 juin 1847 (1847)
- Mémoire de M. le Cte de Quatrebarbes sur les irrigations (1847)
- Proposition de MM. le Cte de Quatrebarbes, Victor Clappier et Vte de Falloux,... tendant à modifier la loi du 21 mai 1836 sur les chemins vicinaux, développée dans la séance du 24 avril 1847 (1847)
- Réponse à la lettre de M. l'abbé Bernier, vicaire-général du diocèse d'Angers, sur le journalisme religieux et l'Union de l'Ouest (1845)
- René d'Anjou. Œuvres choisies du roi René... (1845)
- Précis généalogique de la maison de Quatrebarbes (1839)
- Une commune vendéenne sous la terreur (1837)
- Souvenirs de la campagne d'Afrique (1831), Paris, Dentu, 116 pages, lire en ligne

### Source
- « Théodore de Quatrebarbes », dans Adolphe Robert et Gaston Cougny, Dictionnaire des parlementaires français, Edgar Bourloton, 1889-1891 [détail de l’édition] [texte sur Sycomore]